# Kanton Seyssel (Haute-Savoie)
Kanton Seyssel is een voormalig kanton van het Franse departement Haute-Savoie. Kanton Seyssel maakte deel uit van het arrondissement Saint-Julien-en-Genevois en telde 5 124 inwoners in 1999. Het werd opgeheven bij decreet van 13 februari 2014, met uitwerking op 22 maart 2015. Alle gemeenten werden toegevoegd aan het kanton Saint-Julien-en-Genevois.

## Gemeenten
Het kanton Seyssel omvatte de volgende gemeenten:
- Bassy : 328 inwoners
- Challonges : 337 inwoners
- Chêne-en-Semine : 257 inwoners
- Clermont : 331 inwoners
- Desingy : 603 inwoners
- Droisy : 71 inwoners
- Franclens : 335 inwoners
- Menthonnex-sous-Clermont : 509 inwoners
- Saint-Germain-sur-Rhône : 305 inwoners
- Seyssel : 1 793 inwoners (hoofdplaats)
- Usinens : 255 inwoners